# Nazionale maschile di calcio a 5 del Mozambico
La nazionale maschile di calcio a 5 del Mozambico è, in senso generale, una qualsiasi delle selezioni nazionali di Calcio a 5 della Federação Moçambicana de Futebol che rappresentano il Mozambico nelle varie competizioni ufficiali o amichevoli riservate a squadre nazionali.

## Statistiche

### Campionato mondiale
| Anno   | Luogo         | Piazzamento      | Pd | V | N | P | GF | GS |
| ------ | ------------- | ---------------- | -- | - | - | - | -- | -- |
| 1989   | Paesi Bassi   | Non invitata     | -  | - | - | - | -  | -  |
| 1992   | Hong Kong     | Non partecipante | -  | - | - | - | -  | -  |
| 1996   | Spagna        | Non partecipante | -  | - | - | - | -  | -  |
| 2000   | Guatemala     | Non partecipante | -  | - | - | - | -  | -  |
| 2004   | Taipei cinese | Non qualificata  | -  | - | - | - | -  | -  |
| 2008   | Brasile       | Non qualificata  | -  | - | - | - | -  | -  |
| 2012   | Thailandia    | Non qualificata  | -  | - | - | - | -  | -  |
| 2016   | Colombia      | 1º turno         | 3  | 0 | 0 | 3 | 7  | 22 |
| 2021   | Lituania      | Non qualificata  | -  | - | - | - | -  | -  |
| Totale |               | 1/9              | 3  | 0 | 0 | 3 | 7  | 22 |

### Campionato africano
| Anno   | Luogo        | Piazzamento      | Pd | V | N | P | GF | GS |
| ------ | ------------ | ---------------- | -- | - | - | - | -- | -- |
| 1996   | Egitto       | Non partecipante | -  | - | - | - | -  | -  |
| 2000   | Egitto       | Non partecipante | -  | - | - | - | -  | -  |
| 2004   | Africa       | 2º posto         | 2  | 1 | 0 | 1 | 7  | 13 |
| 2008   | Libia        | 4º posto         | 6  | 2 | 1 | 3 | 27 | 19 |
| 2011   | Burkina Faso | Non disputato    | -  | - | - | - | -  | -  |
| 2016   | Sudafrica    | 3º posto         | 5  | 2 | 2 | 1 | 21 | 18 |
| 2020   | Marocco      | 1º turno         | 3  | 0 | 0 | 3 | 9  | 17 |
| Totale |              | 4/7              | 16 | 5 | 3 | 8 | 64 | 67 |